# Двигатель Toyota UZ
Toyota UZ — семейство V-образных 8-цилиндровых 32-клапанных бензиновых автомобильных двигателей корпорации Toyota, производившихся с 1989 по 2018 гг. Двигатели Toyota UZ применялись в представительских и спортивных автомобилях марок Toyota и Lexus.
С 1989 года были произведены три основные версии: 1UZ-FE, 2UZ-FE и 3UZ-FE. Все варианты двигателей работают только в паре с автоматическими коробками передач фирмы Aisin. Двигатели серии UZ заменены двигателями серии UR; тем не менее, двигатель 3UZ-FE продолжал производиться вплоть до 2018 года для модели Crown Majesta 4WD (только для японского рынка).

## Двигатель 1UZ-FE

### 1UZ-FE без VVT-i (1989—1997 гг.)
Базовая версия двигателя серии UZ была представлена в августе 1989 года на автомобиле Toyota Crown серии S130, а в октябре 1989 года — на Lexus LS (Toyota Celsior) первой серии (UCF10). Двигатель был оперативно распространён на другие модели Toyota и Lexus.
Согласно системе маркировки Toyota, двигатель получил обозначение 1UZ-FE. В обозначении:
- первая цифра обозначает поколение (1 — первое поколение);
- буквы за цифрой — семейство (UZ);
- оставшиеся буквы — исполнение (F — клапанный механизм DOHC с «экономичными» узкими фазами, E — впрыск топлива с электронным управлением).

V-образный двигатель с углом развала 90° имеет диаметр цилиндра 87,5 мм и ход поршня 82,5 мм. Межцилиндровое расстояние блока цилиндров — 4.15" (105,41мм), длина шатуна 146 мм. Коленчатый вал имеет пять коренных подшипников скольжения, распределительные валы и помпа приводятся в движение зубчатым ремнём. Коленчатый вал, равно как и шатуны, изготовлен из стали. Поршни выполнены из специального сплава алюминия и кремния. Гидрокомпенсаторы зазора клапанов отсутствуют, зазор регулируется шайбами.
Система зажигания бесконтактная, с двумя катушками и двумя распределителями зажигания.
В заводской версии двигателя степень сжатия составила 10:1, мощность — 245 л. с., крутящий момент — 353 Н·м. Двигатель агрегатировался только с четырёхступенчатой автоматической коробкой передач Aisin серии A-340.
В августе 1994 года начался выпуск модифицированного двигателя: масса шатунов снизилась с 628 до 581 г, а степень сжатия увеличилась до 10,4. Эти доработки позволили увеличить мощность до 261 л. с., а крутящий момент до 363 Н·м.
Применения:
- 1989—1997 Lexus LS 400/Toyota Celsior;
- 1989—1997 Toyota Crown/Toyota Crown Majesta;
- 1991—1997 Lexus SC 400/Toyota Soarer;
- 1992—1997 Lexus GS 400/Toyota Aristo.

### 1UZ-FE VVT-i (1997—2002 гг.)
В июле 1997 стал выпускаться обновлённый 1UZ-FE. Двигатель получил фирменную систему изменения фаз газораспределения Toyota VVT-i («Variable Valve Timing with intelligence»), степень сжатия увеличилась до 10,5. Система зажигания была модернизирована: вместо распределителей зажигания установлены датчики Холла, применены индивидуальные катушки зажигания.
Эти серьёзные изменения увеличили мощность до 280 л. с., а крутящий момент до 407 Н·м. После небольшой настройки блока управления, мощность двигателя, установленного на Lexus GS400, была увеличена мощность до 300 л. с., в то время как крутящий момент был увеличен до 420 Н·м. Двигатель агрегатировался с новым «умным» пятиступенчатым автоматом. GS400 стал основным направлением компании на европейском рынке, преодолев отметку разгона до 100 км/ч менее чем за 6 сек.
1UZ-FE с системой VVT-i входил в десятку лучших двигателей по версии «Ward’s AutoWorld magazin» с 1998 по 2000 год.
Применения:
- 1997—2000 Lexus LS 400/Toyota Celsior;
- 1997—2002 Toyota Crown/Toyota Crown Majesta;
- 1997—2000 Lexus SC 400/Toyota Soarer;
- 1997—1999 Lexus GS 400.

## Двигатель 2UZ-FE

### 2UZ-FE без VVT-i (1998—2005 гг.)
Самый крупный двигатель в семействе двигателей UZ с рабочим объёмом 4,7 литра. Он производился на двух разных заводах: в Тахара (префектура Айти, Япония) и «Toyota Motor Manufacturing» в США (штат Алабама). Двигатель был разработан для установки на большие внедорожники и пикапы, показывая пик крутящего момента на средних оборотах. Еще одно нововведение - блок двигателя для повышения прочности отлит из чугуна. Диаметр цилиндра составляет 94 мм, а ход поршня 84 мм, степень сжатия снизилась до 9,6. Аналогично 1UZ-FE, на двигатель 2UZ-FE устанавливаются две алюминиевые головки блока цилиндров  (по два распределительных вала на каждую головку с четырьмя клапанами на цилиндр), многоточечный электронный впрыск топлива, впускной коллектор из алюминиевого сплава. Мощность силового агрегата составила 238 л.с., крутящий момент — 434 Н·м.
Применения:
- 2003—10.2004 Lexus GX 470;
- 1998—2005 Lexus LX 470;
- 1998—2005 Toyota Land Cruiser;
- 2003—2004 Toyota 4Runner;
- 2000—2004 Toyota Tundra;
- 2001—2004 Toyota Sequoia.

### 2UZ-FE VVT-i (11.2004,05.2005—2011 гг.)
Вариант с установленной системой изменения фаз газораспределения VVT-i и электронным управлением дроссельной заслонкой выдал 272 л.с. при 5400 оборотах в минуту и 447 Н·м крутящего момента при 3600 оборотах в минуту.
Применения:
- 11.2004—2009 Lexus GX 470;
- 05.2005—2007 Lexus LX 470;
- 2005—2009 Toyota 4Runner;
- 2006—2011 Toyota Land Cruiser;
- 2005—2009 Toyota Tundra;
- 2005—2009 Toyota Sequoia.

В 2010 году двигатель 2UZ-FE с VVT-i был заменён двигателями 1UR-FE или 3UR-FE в зависимости от рынка.

## Двигатель 3UZ-FE
В 2000 году из моторной гаммы флагмана модельного ряда Celsior был исключён 4-литровый двигатель 1UZ-FE в пользу нового 4,3-литрового двигателя 3UZ-FE. Мощность двигателя увеличилась от 290 до 300 л. с. при 5600 оборотах в минуту, в то время как крутящий момент составил 441 Н·м при 3400 оборотах в минуту. Блок двигателя и головки цилиндров изготовлены из алюминиевого сплава, диаметр цилиндра составляет 91 мм, а ход поршня — 82,5 мм. По сравнению с 1UZ-FE, были изменены головки блока цилиндров: в них увеличились диаметры впускных и выпускных каналов, стали прочнее болты крепления ГБЦ. Применяются впрыск топлива, система газораспределения DOHС с 4 клапанами на цилиндр и система VVT-i. С 2003 года двигатель агрегатируется с шестиступенчатой автоматической коробкой передач. Версия 3UZ-FE производится в Японии.
Применения в серийных моделях:
- 2001—2006 Lexus LS 430/Toyota Celsior;
- 2000—2007 Lexus GS 430;
- 2001—2005 Lexus SC 430/Toyota Soarer;
- 2004—2018 Toyota Crown Majesta.

Применение в чемпионате Super GT:
- 2006—2008 Lexus SC 430 GT500 Race Car.